# Demolition Man (Sting)
| Recensione           | Giudizio |
| -------------------- | -------- |
| AllMusic             |          |
| Entertainment Weekly | (C)      |

Demolition Man è un EP del cantante britannico Sting, pubblicato nel settembre del 1993 in supporto al film Demolition Man con Sylvester Stallone e Wesley Snipes. Si tratta di una nuova versione della canzone Demolition Man, originariamente incisa da Sting con il suo ex-gruppo, i Police nell'album Ghost in the Machine del 1981. L'EP contiene anche alcune tracce registrate dal vivo a Villa Manin, Codroipo (UD) in Italia, il 25 giugno 1993, durante il tour promozionale dell'album Ten Summoner's Tales. L'EP si è piazzato al 21º posto della Official Singles Chart nel Regno Unito.

## Critica
AllMusic ha stroncato l'edizione statunitense dell'EP nella sua breve recensione, sostenendo che il materiale contenuto nel disco era "irrilevante" e che il prezzo di vendita (più di $10, quasi quanto la maggior parte degli album interi che venivano venduti in quel periodo) non aveva alcuna giustificazione.

## Tracce
USA EP (31454 0162 2) / International (Europa) EP (540 162-2)
1. Demolition Man (Sting) – 5:27
2. King of Pain (live) (Sting) – 7:21
3. Shape of My Heart (live) (Sting, Dominic Miller) – 4:32
4. Love Is Stronger Than Justice (The Munificent Seven) (live) (Sting) – 7:29
5. It's Probably Me (live) (Eric Clapton, Michael Kamen, Sting) – 6:18
6. A Day in the Life (live) (John Lennon, Paul McCartney) – 4:06

UK CDS (580 453-2)
1. Demolition Man (Soulpower Mix Edit) (Sting) – 3:40
2. Demolition Man (versione film) (Sting) – 5:27
3. It's Probably Me (live) (Clapton, Kamen, Sting) – 6:18
4. A Day in the Life (live) (Lennon, McCartney) – 4:06

## Musicisti
- Sting – voce, chitarra
- Dominic Miller – chitarre
- Mark Egan – basso
- David Sancious – tastiere
- Vinnie Colaiuta – batteria
- Arik Marshall – chitarre
- Bush Bushnell – basso
- Ann Bennett Nesby – cori e assolo ad-libs
- Jamecia Bennett – cori
- Core Cotton – cori
- Shirley Marie Graham – cori

## Classifiche
| Classifica (1993) | Posizione massima |
| ----------------- | ----------------- |
| Regno Unito       | 21                |